# Подошка
Подошка је насељено мјесто у општини Костајница, Република Српска, БиХ. Према попису становништва из 1991. у насељу је живјело 95 становника.

## Географија
Територија насеља Подошка налази се у вишем предјелу општине Костајница и налази се у области тзв. Горњег Платоа, или брдског-брежуљкастог дијела оптшине.

## Физиономија насеља
Насеље је руралног и расутог типа, те је веома слично осталим селима Горњег платоа општине Костајница. Само насеље се наслања на село Зовик и практично штрчи из територије оптшине Костајница, јер највећи дио границе чини граница општине Козарска Дубица.

## Пољопривреда
Овај предио представља брдски простор богат шумама (истичу се шуме питомог кестена) и просторима погодним за развој воћарства. Сем воћарства, које се огледа у производњи јабука и малина, значајну привредну активност представља и овчарство. Као комплементарна активност, присутно је и ратарство, тачније производња кукуруза.

## Становништво
| Демографија | Демографија | Демографија |
| Година      | Становника  | Становника  |
| ----------- | ----------- | ----------- |
| 1948.       | 106         |             |
| 1953.       | 95          |             |
| 1961.       | 98          |             |
| 1971.       | 154         |             |
| 1981.       | 128         |             |
| 1991.       | 95          |             |

## Знамените личности
- Петар Боројевић, народни херој Југославије